# Hemicordulia ericetorum
Hemicordulia ericetorum là loài chuồn chuồn trong họ Corduliidae. Loài này được Lieftinck mô tả khoa học đầu tiên năm 1942.